# Clavaria ardosiaca
Clavaria ardosiaca är en svampart som beskrevs av R.H. Petersen 1988. Clavaria ardosiaca ingår i släktet Clavaria och familjen fingersvampar.   Inga underarter finns listade i Catalogue of Life.